# Тарасьин
Тарасьин — ручей в России, протекает по территории Куземского сельского поселения Кемского района Республики Карелии. Длина ручья — 10 км.
Ручей берёт начало из болота без названия на высоте выше 11,3 м над уровнем моря и далее течёт преимущественно в северо-восточном направлении по заболоченной местности.
Ручей в общей сложности имеет три малых притока суммарной длиной 3,5 км.
Впадает в губу Федькова Белого моря.
Населённые пункты на ручье отсутствуют.
Код объекта в государственном водном реестре — 02020000712102000002681.